# Temporada 2000 del Campeonato Mexicano de Rally
La temporada 2000 del Campeonato Mexicano de Rally estuvo compuesta de once pruebas. Comenzó el 25 de febrero con el Rally Reto Mil Cumbres y finalizó el 8 de diciembre con el Rally Acapulco.

## Calendario
Fuente: SPORCAR
| N.º | Fecha           | Prueba                   | Otros |
| --- | --------------- | ------------------------ | ----- |
| 1   | 25 de febrero   | Rally Reto Mil Cumbres   |       |
| 2   | 24 de marzo     | Rally de la Media Noche  |       |
| 3   | 8 de abril      | Rally Reto a las Alturas |       |
| 4   | 6 de mayo       | Rally Costa Dorada       |       |
| 5   | 20 de mayo      | Rally Morelia            |       |
| 6   | 16 de junio     | Rally América 2000       |       |
| 7   | 18 de agosto    | Rally Montañas           |       |
| 8   | 9 de septiembre | Rally de las 24 horas    |       |
| 9   | 21 de octubre   | Rally Cañadas            |       |
| 10  | 18 de noviembre | Rally Corregidora        |       |
| 11  | 8 de diciembre  | Rally Acapulco           |       |

## Resultados

### Campeonato de Pilotos
Fuente: SPORCAR
| Pos. | Piloto           | Club  | MIL | MDN | RET | DOR | MOR | AME | MON | 24H | CDS | CRA | ACA | Puntos |
| ---- | ---------------- | ----- | --- | --- | --- | --- | --- | --- | --- | --- | --- | --- | --- | ------ |
| 1    | Gabriel Marín    | RAC   | 60  | 60  | 40  | 60  |     | 60  | 60  |     | 60  | 30  |     | 430    |
| 2    | Raffaele Cardone | IND   | 36  |     | 30  | 36  |     | 48  |     | 80  | 36  |     | 36  | 302    |
| 3    | Carlos Izquierdo | IND   | 18  | 36  | 4   | 45  | 60  |     | 18  |     | 24  | 16  | 12  | 233    |
| 4    | Ricardo Triviño  | CAF   | 30  |     | Des | 18  |     |     |     |     | 45  | 40  | 60  | 193    |
| 5    | Fernando Vivanco | PAC   |     | 30  | Des | 24  | 40  | 32  |     |     |     | 2   |     | 128    |
| 6    | Antonio Peñaflor | CAMAC | 9   |     | 6   |     | 80  |     | 24  |     |     | 8   |     | 127    |
| 7    | Rodrigo Ordóñez  | RAC   | 45  | 45  | 24  | Ret |     |     |     |     |     |     |     | 114    |

| Color  | Resultado                               | Color                                   | Resultado                               |
| ------ | --------------------------------------- | --------------------------------------- | --------------------------------------- |
| Oro    | Ganador                                 | Azul                                    | Finalizó la prueba                      |
| Plata  | 2.º lugar                               | Violeta                                 | No terminó (Ret)                        |
| Bronce | 3.er lugar                              | Negro                                   | Descalificado (Des)                     |
| Verde  | Entre los 10 prim.                      | Sin color                               | No participó                            |
| Blanco | Puntuó en otra prueba o categoría (Otr) | Puntuó en otra prueba o categoría (Otr) | Puntuó en otra prueba o categoría (Otr) |

Notas:

1. IND en la columna "Club" = Participó como corredor independiente.

### Campeonato de Navegantes
Fuente: SPORCAR
| Pos. | Navegante           | Club  | MIL | MDN | RET | DOR | MOR | AME | MON | 24H | CDS | CRA | ACA | Puntos |
| ---- | ------------------- | ----- | --- | --- | --- | --- | --- | --- | --- | --- | --- | --- | --- | ------ |
| 1    | Javier Marín        | CAF   | 60  | 60  | 40  | 60  |     | 60  |     |     | 60  | 30  |     | 370    |
| 2    | Jorge Bernal        | RAC   | 45  | 45  | 24  | Ret |     | 48  | 30  | 80  | 36  |     | 36  | 344    |
| 3    | Angélica Fuentes    | IND   | 18  | 36  |     | 45  | 60  |     | 18  |     | 24  | 16  | 12  | 229    |
| 4    | Marco Bernal        | LAC   | 30  |     | Des | 18  |     |     |     |     | 45  | 40  | 60  | 193    |
| 5    | Marco A. Hernández  | CAMAC | 9   |     | 6   |     | 80  |     | 24  |     |     | 8   |     | 127    |
| 6    | Roberto Zavaleta    | PAC   | 3   |     | 2   | 30  |     | 32  | 45  |     |     |     |     | 112    |
| 7    | Miguel Ángel Vargas | PAC   | 36  |     | 30  | 36  |     |     |     |     |     |     |     | 102    |

Notas:

1. IND en la columna "Club" = Participó como corredor independiente.